# Kyles of Bute

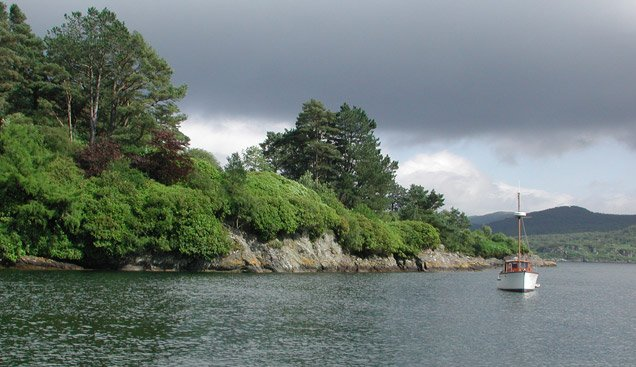
Kyles of Bute

Kyles of Bute är ett sund som separerar den norra änden av Isle of Bute från Cowalhalvön, en del av det skotska fastlandet.
På Kyles of Bute kör CalMacfärjan mellan Rhubodach till Colintraive.